# コーンミール

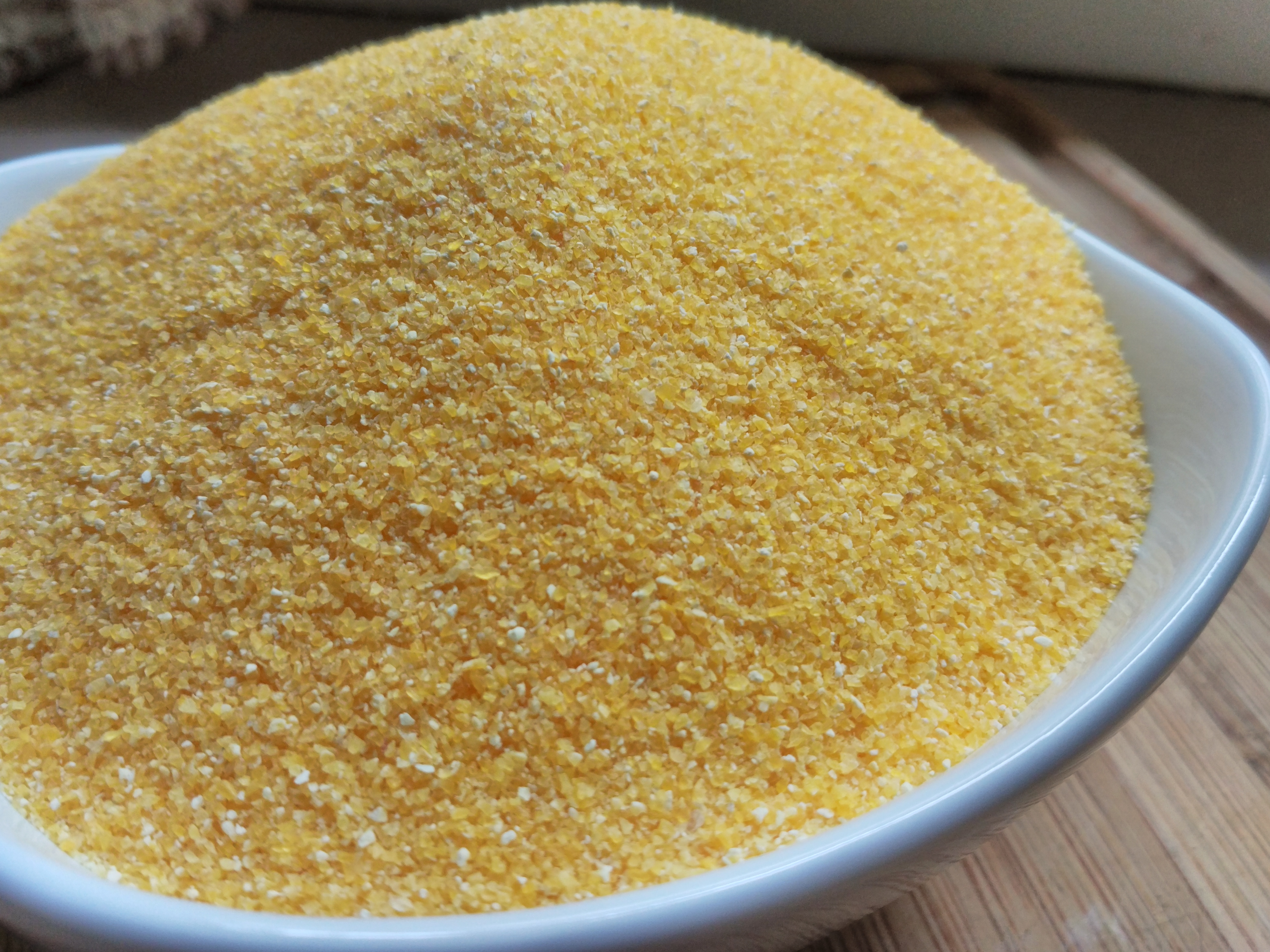
コーンミール

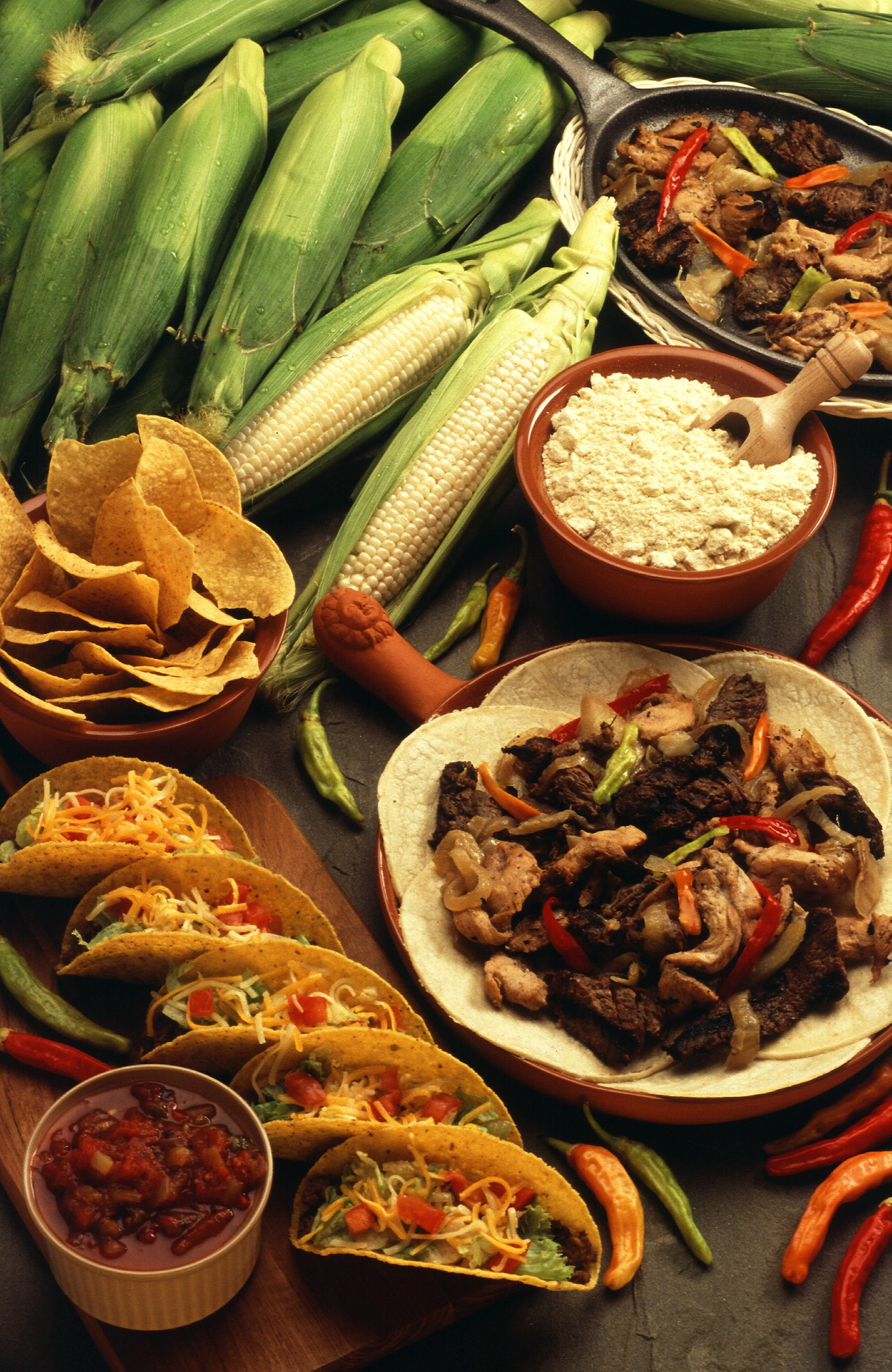
トルティーヤやタコスなど、コーンミールを用いた様々な製品

コーンミール（英語: Cornmeal）は、乾燥させたトウモロコシを挽いた食品で、一般的な主食の1つである。多くの場合、小麦粉ほど細かくは挽かれないが、メキシコでは、細かく挽かれたコーンミールを「トウモロコシ粉」（harina de maíz、英語でコーン・フラワー corn flour）と呼び、トルティーヤやタマルなどに用いる。アメリカ合衆国では、後述のマサを作る粉という意味で masa harina と呼ばれることもあるが、これはあくまで英語風の複合語であり、スペイン語の語順には沿っていない点に注意する必要がある。
茹でてペースト状にしたコーンミールはイタリアではポレンタと呼ばれ、ルーマニアでも伝統的な料理であり、パンの代用品である。
ラテンアメリカでは、主食となるコーンミールの練り生地を作るに際し、原料のトウモロコシを石灰水などのアルカリ性溶液に浸す（ニシュタマリゼーションと呼ばれる処理）。こうして作られたコーンミールの練り生地から、アレパ、タマル、トルティーヤなどが作られる。当該地域の大部分では、単に「生地（マサ）」といえば、このニシュタマリゼーションを経たトウモロコシ生地を指す。

## 概要
日本では、コーンミールの基準を日本コーングリッツ協会が定めており、水分値15.0%以下、粗脂肪5.0%以下、粗タンパク9.5%以下、粗灰分1.5%以下、粗繊維1.5%以下の全粒粉と定められている。
日本コーングリッツ協会の基準とは別に、コーングリッツより細かく、コーンフラワーより粗いコーングリッツの総称を、コーンミールと呼ぶことがあり、一般的に日本でのコーンミールはこのことを指す。アメリカ合衆国では、粒子の細かいものはコーンフラワーとも呼ばれる。しかし、コーンフラワーという言葉は、イギリスではコーンスターチを指す。
アメリカで一般的な、鉄で挽いた黄色いコーンミールは、殻や胚芽がほぼ完全に取り除かれている。冷たく乾燥が保たれた場所では、ほぼ無期限に貯蔵できる。
石で挽いたコーンミールには殻や胚芽がある程度残っており、独特の香りがして栄養価も高い。比較的傷みやすいが、冷蔵すれば長期保存できる。
白いコーンミールは、アフリカの伝統的なものである。アメリカ南部でもコーンブレッドを作るのに用いられる。青いコーンミールは、希少な青いトウモロコシを使うか、青い着色料を加える。

## 各地域での利用
- ウガリ：東アフリカ
- ポレンタ：イタリア周辺
- マサ：中央アメリカ
- コーンブレッド：北アメリカ

## その他の利用
- パンやピザを焼く際に型から外すための離型剤として用いられる。
- 内胚乳から作るコーンスターチは、プリンなどの結合剤として用いられる。
- 虫がコーンミールと水を一緒に摂取することで腹の中で何倍にも膨らみ、天然の殺虫剤として作用する。
- 同量の洗剤を加えることで、肌の汚染除去に利用できる。
- アメリカでは揚げ物の衣として利用されることが多い。
- アメリカンドッグ（ないしコーンドッグ）の材料になる。
- イングリッシュ・マフィンの表面にまぶす。